# موتوکو کوساناگی
سرگرد موتوکو کوساناگی (ژاپنی: 草薙 素子 هپبورن: Kusanagi Motoko) یا فقط «سرگرد»، شخصیت اصلی در مجموعه مانگا و انیمه شبح درون پوسته اثر ماسامونه شیرو است. او یک انسان سنتتیک با عمل درون‌کاشت اندام ساختگی تقویت شده سایبرنتیک است که به عنوان فرمانده میانی در «بخش امنیت عمومی ۹» (یک بخش خیالی اجرای قانون جرایم ضد سایبری در کمیسیون امنیت ملی ژاپن) به خدمت گرفته شده‌است. او دارای اراده‌ای قوی، فیزیک قدرتمند، و بسیار باهوش است، و برای داشتن قدرت استدلال و نتیجه‌گیری، مهارت در هک کردن، و تاکتیک نظامی شهرت دارد.